# Hôtel de Vendôme (rue Saint-Honoré)
Pour les articles homonymes, voir Hôtel de Vendôme.
L'hôtel de Vendôme est un ancien hôtel particulier  qui était situé  rue Saint-Honoré à Paris, en France qui fut démoli en 1685 pour l’aménagement de la place Vendôme.

## Histoire

### L'hôtel de Gondi
L’hôtel de Vendôme fut construit à l’emplacement de l’hôtel du Perron bâti à partir de  1561 par Antoine Gondi  maître d’hôtel de Henri II et son épouse Marie-Catherine de Pierrevive gouvernante des enfants de Catherine de Médicis sur 18 arpents (environ 7 hectares) de terrains s’étendant de la rue Saint-Honoré jusqu’ à proximité de l’emplacement des actuels boulevards de la Madeleine et des Capucines, avant la  suppression du rempart en 1670, à l'arrière du bastion de Vendôme de l'enceinte des Fossés Jaunes où était installé le marché  aux chevaux.

### L'hôtel de Mercœur
L’ hôtel du Perron fut acheté en 1603 par Marie de Luxembourg duchesse de Mercoeur pour 12 000 écus (soit 36 000 livres). Elle le fit agrandir et rebâtir en 1603 et 1604 en même temps que le Couvent des Capucines voisin par les maîtres-maçons Jean Coin et Jean Gobelin. L'édifice fut remanié vers 1620 par Clément II Métezeau peut-être par Salomon de Brosse.
Marie de Luxembourg décéda dans son château d'Anet en 1623. L'hôtel passa alors à son gendre César de Vendôme et sa fille unique Françoise de Lorraine.

### L'hôtel de Vendôme
César de Vendôme effectua différentes modification à l'hôtel, notamment en faisant graver ses armes au dessus de l'entrée. L'hôtel fut alors rebaptisé hôtel de Vendôme
Il fut la résidence principale de la famille de Vendôme.
Deux de leurs enfants naquirent dans l'hôtel, Louis et Élizabeth de Vendôme respectivement en 1612 et 1614.
En 1643 l'hôtel est le lieu de différentes réunions et conciliabules au sujet de la Cabale des Importants, dont le fils cadet du duc de Vendôme, François de Vendôme duc de Beaufort était la tête.
En 1647 l'hôtel servit de résidence à l'ambassadeur de Pologne, accueilli en grande pompe à la cour se France.
César de Vendôme décéda dans son hôtel le 22 octobre 1665, suivit de sa femme quatre ans plus tard, le 8 septembre 1669.
Leur petit-fils Louis-Joseph de Vendôme, dit le Grand Vendôme en poursuivit les embellissements notamment par un escalier à colonnes sur les plans de Jules Hardouin-Mansart.
L’hôtel mis en vente en 1675 par Louis-Joseph, fut acquis en 1685 avec ses dépendances et vastes jardins (pour 660 000 livres), et également avec le couvent des Capucines par Louis XIV  pour la création d’une grande place, l’actuelle place Vendôme, et d’un nouveau quartier.

## Description
Les plans de Paris du XVIIe siècle figurent un vaste ensemble autour de deux cours. L’hôtel comprenait une soixantaine de pièces dont 33 étaient réservées au logement du propriétaire et de son entourage (ce qui faisait de l'hôtel de Vendôme l'un des plus grands de la capitale en 1665). La gravure de sa façade par Israël Silvestre  ne représente qu’une partie isolée de cet édifice. L'on y voit qu'elle était percée de cinq arcades qui étaient encadrées par des colonnes dites ioniques, ornée d'une balustrade servant d'appui. L'arche centrale s'ouvrait sur toute la hauteur du bâtiment pour laisser place à la porte d'entrée, qui était surmontée d'un attique et ornée d'un fronton circulaire dans lequel était gravées les armes de Bourbon-Vendôme. Une balustrade courait sur toute la longueur du bâtiment, dissimulant en partie la toiture.
Les bâtiments  s’étendaient, avec ceux du couvent de Capucines voisin, le long de la rue Saint-Honoré, approximativement entre les actuelles rue Cambon et du Marché-Saint-Honoré.

## Galerie

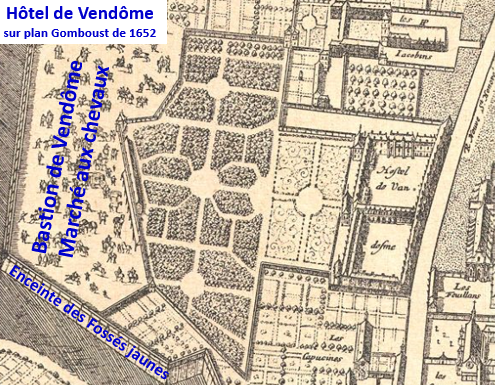
Hôtel de Vendôme sur plan Gomboust de 1652
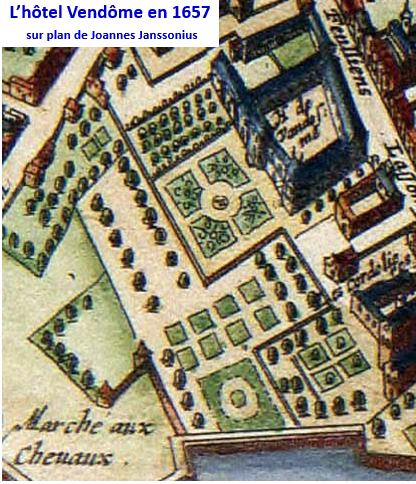
Hôtel Vendôme en 1657 sur plan Janssonius